# گورستان احمدآباد
قبرستان احمدآباد مربوط به سده‌های متاخر دوران‌های تاریخی پس از اسلام است و در شهرستان سرباز، بخش مرکزی، دهستان مورتان، روستای احمدآباد واقع شده و این اثر در تاریخ ۲۷ اسفند ۱۳۸۷ با شمارهٔ ثبت ۲۶۵۳۷ به‌عنوان یکی از آثار ملی ایران به ثبت رسیده است.